# Ølstykke
Ølstykke é um município da Dinamarca, localizado na região oriental, no condado de Frederiksborg.
O município tem uma área de 29 km² e uma  população de 14 848 habitantes, segundo o censo de 2004.